# فوميو كوروكاوا
فوميو كوروكاوا (باليابانية: 黒川文男一) مخرج ورسام ياباني (ولد يوم 20 أكتوبر من العام 1932) أخرج العديد من مسلسلات الرسوم المتحركة أبرزها : نساء صغيرات ، في جعبتي حكاية ، ماوكلي فتى الأدغال ، مغامرات سندباد ،السبع المدهش.

## روابط خارجية
- فوميو كوروكاوا على موقع IMDb (الإنجليزية)